# NGC 4118
NGC 4118 (również PGC 38507) – galaktyka spiralna (S0-a), znajdująca się w gwiazdozbiorze Psów Gończych. Odkrył ją 20 kwietnia 1857 roku R.J. Mitchell – asystent Williama Parsonsa.